# Maisoncelle-et-Villers
Maisoncelle-et-Villers är en kommun i departementet Ardennes i regionen Grand Est (tidigare regionen Champagne-Ardenne) i nordöstra Frankrike. Kommunen ligger  i kantonen Raucourt-et-Flaba som ligger i arrondissementet Sedan. År 2022 hade Maisoncelle-et-Villers 69 invånare.

## Befolkningsutveckling
Antalet invånare i kommunen Maisoncelle-et-Villers
Referens: INSEE